# NGC 6297
NGC 6297 est une galaxie lenticulaire située dans la constellation du Dragon. Sa vitesse par rapport au fond diffus cosmologique est de 4 975 ± 3 km/s, ce qui correspond à une distance de Hubble de 73,4 ± 5,1 Mpc (∼239 millions d'al). NGC 6297 a été découverte par l'astronome américain Lewis Swift en 1885. Cette galaxie a aussi été observée par l'astronome américain Lewis Swift le 1er aout 1885 et elle a été inscrite au New General Catalogue sous la désignation NGC 6298.
Selon la base de données Simbad, NGC 6297 est une galaxie LINER, c'est-à-dire une galaxie dont le noyau présente un spectre d'émission caractérisé par de larges raies d'atomes faiblement ionisés.
À ce jour, une mesure non basée sur le décalage vers le rouge (redshift) donne une distance d'environ 55,600 Mpc (∼181 millions d'al). Cette valeur est à l'extérieur des valeurs de la distance de Hubble.